# تل آغ یال
تل آغ یال مربوط به سده‌های میانه دوران‌های تاریخی پس از اسلام است و در شهرستان فراشبند، بخش دهرم، دهستان دهرم، روستای احمدآباد، کیلومتر ۳ جاده احمدآباد بطرف دهرم واقع شده و این اثر در تاریخ ۱۵ دی ۱۳۸۷ با شمارهٔ ثبت ۲۴۲۱۳ به‌عنوان یکی از آثار ملی ایران به ثبت رسیده است.